# 新园乡 (蓬安县)
新园乡，是中华人民共和国四川省南充市蓬安县下辖的一个乡镇级行政单位，地处蓬安县南部偏西，东与河舒镇相接，南与龙蚕镇相邻，西与利溪镇接壤，北与河舒镇毗连，距蓬安县城18千米，区域总面积58.55平方千米。2019年10月，撤销碧溪乡，将其所属行政区域划归新园乡管辖。

## 行政区划
新园乡下辖以下地区：
截至2011年末，原新园乡下辖面坊垭村、油坊坝村、渔房坝村、踏坡梁村、冉家沟村、麻杨河村、玉牛坡村、宽敞沟村、半坡龙村、三脚岩村和盘古村11个行政村；原碧溪乡下辖大锣山、白银坝、桐麻扁、吕家山、新桥、皂桷树、石坝子、响滩子、圆顶、鱼塘湾、西瓜坪、龙家、青龙、碧溪桥14个行政村。
截至2020年6月，新园乡下辖2个社区、10个行政村：天兴社区、碧溪社区、油坊坝村、踏坡梁村、宽敞沟村、半坡龙村、白银坝村、吕家山村、新桥村、圆顶村、西瓜坪村、碧溪桥村，乡人民政府驻政通街1号。